# Fedre (diàleg)

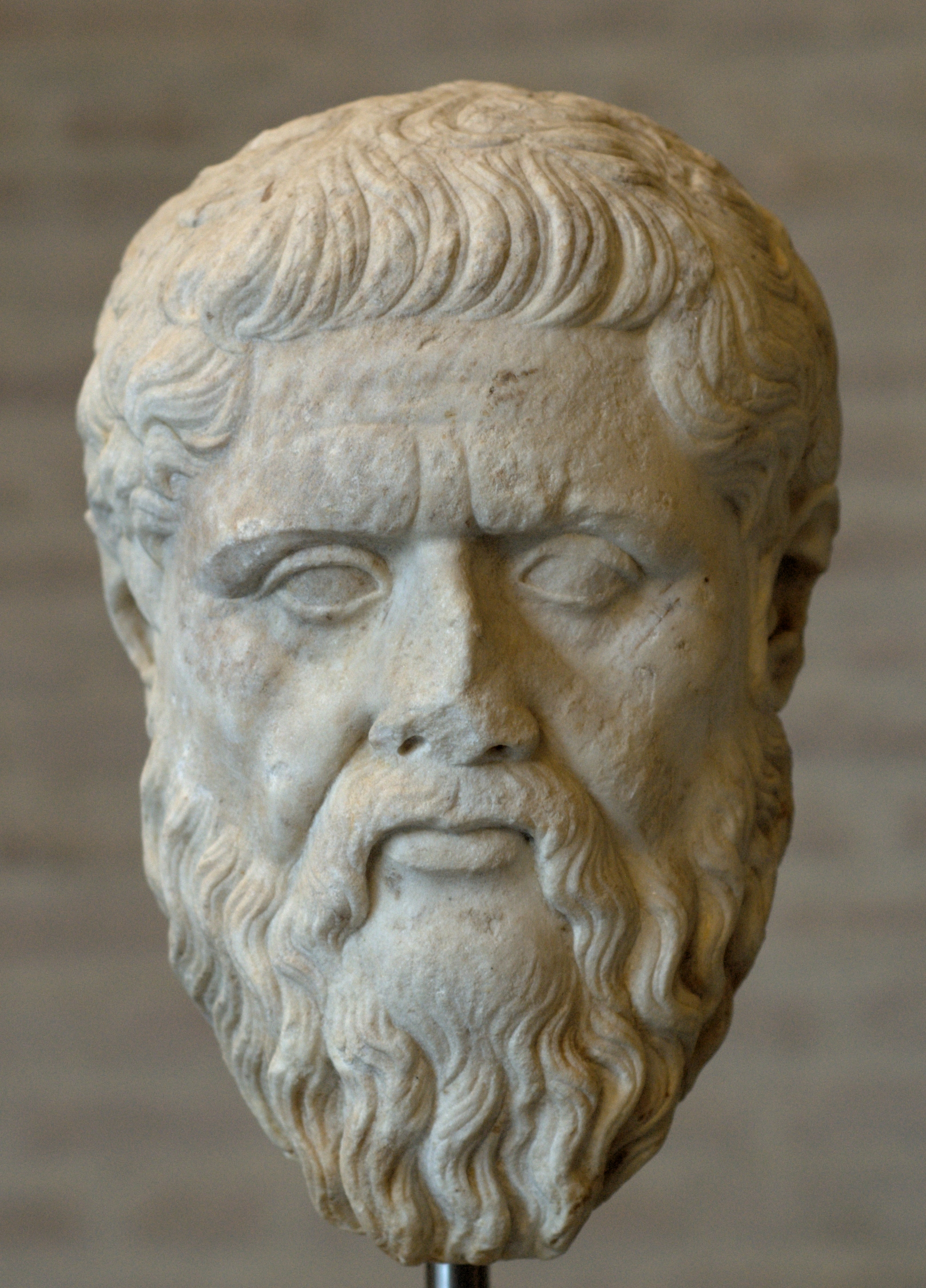
Plató a la Glyptothek de Múnic

Fedre és un diàleg platònic posterior a La República que presenta moltes afinitats temàtiques amb El convit. És de la penúltima fase de l'obra de Plató i va ser escrit l'any 370 aC. El diàleg parla del valor de la retòrica en connexió amb la filosofia. També del tema de l'amor. Se'l considera un dels més bells i poètics en la producció de Plató, especialment les seves descripcions de l'enamorament. A més, parla de l'escriptura i la seva relació amb la memòria.

## Estructura
El diàleg comença amb el discurs de Lísies, que parla sobre l'enamorament. A això, Sòcrates refuta dient que parlar de l'enamorament o l'amor en sentit negatiu va en contra dels déus, ja que l'amor és una divinitat (Afrodita i Eros) i, si és una divinitat, no pot ser dolent sinó bo.
Comença el primer discurs de Sòcrates, en el qual es parla de les formes del desig, que es divideix en dues:
A) El desig com a seny.
B) El desig com a disbauxa. Aquest, alhora, s'explica amb la disbauxa que es té pel menjar, per la beguda i el cos. Aquest últim és una empenta cap a l'amor que entra pels sentits, per portar al món cognoscible i així poder observar la veritat.
El segon discurs de Sòcrates ens parla sobre la bogeria i la subdivideix en dues:
A) La bogeria com a malaltia humana.
B) La bogeria com a inspiració divina. La bogeria com a inspiració divina se subdivideix en 4:
B.1 La profètica (Apol·lo)
B.2 Els rituals místics (Dionís)
B.3 La poètica (muses)
B.4 La del desig corporal (Afrodita i Eros)
Aquestes subdivisions, i en especial l'última, demostren el desig d'explicar com l'ànima en si, també en ser alguna cosa divina, té un destí. En aquest discurs, també es pot diferenciar l'associació de l'ànima tripartida que fa Plató. L'ànima és representada per una al·legoria en què es relaciona l'auriga i els dos cavalls que tiren d'aquesta; a més, l'ànima és alada. També adverteix en aquest discurs que els destins de l'ànima són en total nou, d'acord amb la quantitat de veritat que hagi vist l'ànima alada en el seu viatge seguint els déus. Aquestes són:
1. Filòsofs
2. Reis
3. Polítics
4. Comerciants
5. Poetes
6. Endevins
7. Artesans o camperols
8. Sofistes
9. Tirans

Aquests són els nou destins en què l'ànima pot caure després de despistar-se del camí dels déus. Aquest distracció es deu a la diferència que hi ha entre els cavalls i l'auriga de l'ànima i el dels déus.
L'ànima és alada i en caure del camí perd aquestes ales. En fer una vida filosòfica durant tres vides, això farà que l'ànima torni a ser alada i no es quedi a la Terra pel període de 10.000 anys, que és el temps que tarda a sortir-li novament les ales.
En el decurs del diàleg, es parla també de la retòrica i es busca la seva definició. Aquesta, a la vegada, és comparada amb els supòsits mestres de l'època en retòrica com Gòrgies de Leontins, Lísies, i alguns sofistes. També es fa al·lusió a Pèricles, que va aprendre per Anaxàgores la naturalesa de les coses. Segons el Sòcrates platònic, això és fonamental perquè Pèricles va desenvolupar la seva retòrica a partir d'un coneixement de l'universal; encara que no prengués bones decisions, segons el parer de Sòcrates, era perdonat per exercir la retòrica amb fins naturals. Finalment, parla sobre l'escriptura: ens hem de remuntar al mite de Thamus i Theuts, que eren el rei d'Egipte i una divinitat, coneixedor d'un gran nombre d'arts però sobretot de les lletres, respectivament. El mite dona a entendre que el rei d'Egipte reclama a Theust que l'escriptura no és la veritable saviesa de l'ésser humà sinó més aviat el record que un té a través de la paraula (anamnesi).